# Boophis goudotii
Boophis goudotii är en groddjursart som beskrevs av Johann Jakob von Tschudi 1838. Boophis goudotii ingår i släktet Boophis och familjen Mantellidae. IUCN kategoriserar arten globalt som livskraftig. Inga underarter finns listade.